# ФК «Аякс» Амстердам в сезоне 1911/1912
Сезон 1911/12 — первый сезон для амстердамского «Аякса» в первом футбольном классе Нидерландов и двенадцатый с момента основания клуба. Главным тренером команды в течение сезона был ирландец Джон Кируэн.
Сезон для команды начался 27 августа 1911 года с товарищеского матча против клуба ДЕК, приуроченного к юбилею клуба ВВА из Амстердама. В чемпионате Нидерландов «красно-белые» стартовали 24 сентября с гостевого поражения от клуба ХФК, а завершили 16 мая 1912 года, сыграв вничью со «Спартой». По итогам первенства страны «Аякс» занял восьмое место в своей группе и не вышел в финальную часть чемпионата. Лучшим снайпером клуба в чемпионате стал нападающий Пит ван ден Брукке, забивший девять голов. В розыгрыше Кубка Нидерландов команда завершила своё выступление на стадии третьего раунда, уступив клубу «Ахиллес» из Ассена со счётом 7:0.
Последнюю игру в сезоне амстердамцы провели 27 мая 1912 года, проиграв в товарищеском матче на выезде австро-венгерскому клубу «Винер».

## Обзор сезона
Ожидая притока зрителей, после выхода в первый класс Нидерландов, руководство клуба установило деревянные трибуны вдоль своего футбольного поля, которое находилось в районе Ватерграфсмер на улице Мидденвег. Кроме этого, перед началом сезона команде пришлось сменить цвета клубной формы, так как идентичные цвета были у роттердамской «Спарты». Согласно регламенту чемпионата, если у новичка совпадали цвета формы, то необходимо было её сменить. Вместо полосатых красно-белых рубашек «Аякс» обзавёлся белыми рубашками с широкой вертикальной красной полосой по середине. Чёрные шорты поменяли на белые, а чёрные гетры на красные. Состав команды, выигравший в предыдущем сезоне второй класс, не претерпел существенных изменений и лишь пополнился несколькими молодыми футболистами, такими, как Герард Зигелер, Ян Схинделер, Фритс Терве и Йоп Пелсер.

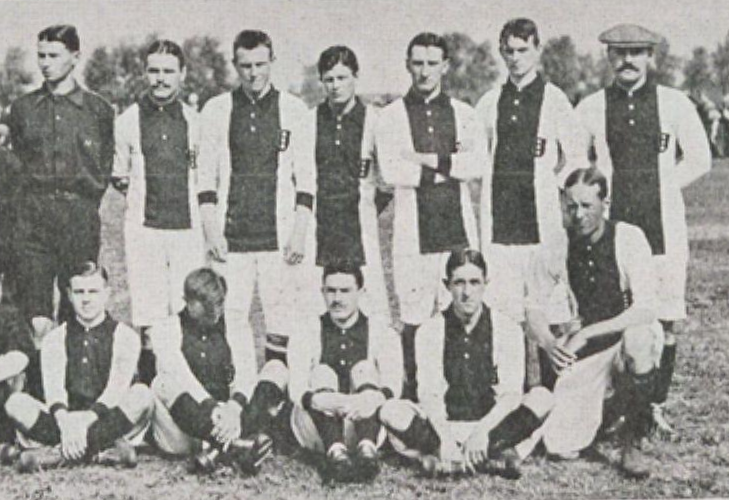
«Аякс» перед матчем с «Харлемом» на турнире «Серебряный мяч» — 3 сентября 1911 года

Новый сезон команда начала с  товарищеского матча против клуба ДЕК, состоявшегося 27 августа 1911 года. Этот матч был частью турнира, который был приурочен к десятилетию клуба ВВА. Из-за отсутствия нескольких футболистов игроки «Аякса» начали матч вдевятером, однако спустя пятнадцать минут после начала игры на поле вышел Франс Схуварт, сокративший разницу в составе. Первая половина матча завершилась без забитых голов, но во втором тайме футболисты ДЕКа смогли забить один-единственный гол и одержать победу. Спустя неделю «Аякс» отправились в Роттердам на турнир «Серебряный мяч». В первом же матче 3 сентября амстердамцы уступили «Харлему» со счётом 1:3 и завершили своё выступление на турнире.
В розыгрыше Кубка Нидерландов «Аякс» начал со стадии третьего раунда, где их соперником стал клуб второго класса «Ахиллес» из Ассена. На гостевую игру команда отправилась полурезервным составом, подкреплённый лишь тремя игроками из первой команды. После первого тайма «красно-белые» поигрывали 3:0, но после перерыва неплохие шансы отличиться были у Фортгенса, но добиться успеха в одиночку он не смог, кроме того, он покинул поле ещё до конца матча, так как опаздывал на поезд. В итоге встреча завершилась со счётом 7:0.
Свою первую игру в первом классе Нидерландов амстердамцы проверили 24 сентября в Харлеме, встретившись с местным клубом ХФК. Матч собрал большое количество публики и оправдал надежды зрителей. В первом тайме хозяева поля действовали более нацелено на ворота гостей и забили два гола. После перерыва Ян Гротмейер сократил отставание в счёте, но вскоре футболисты ХФК забили ещё дважды. Точку в матче поставил защитник Аде Вервей, забивший гол в собственные ворота.

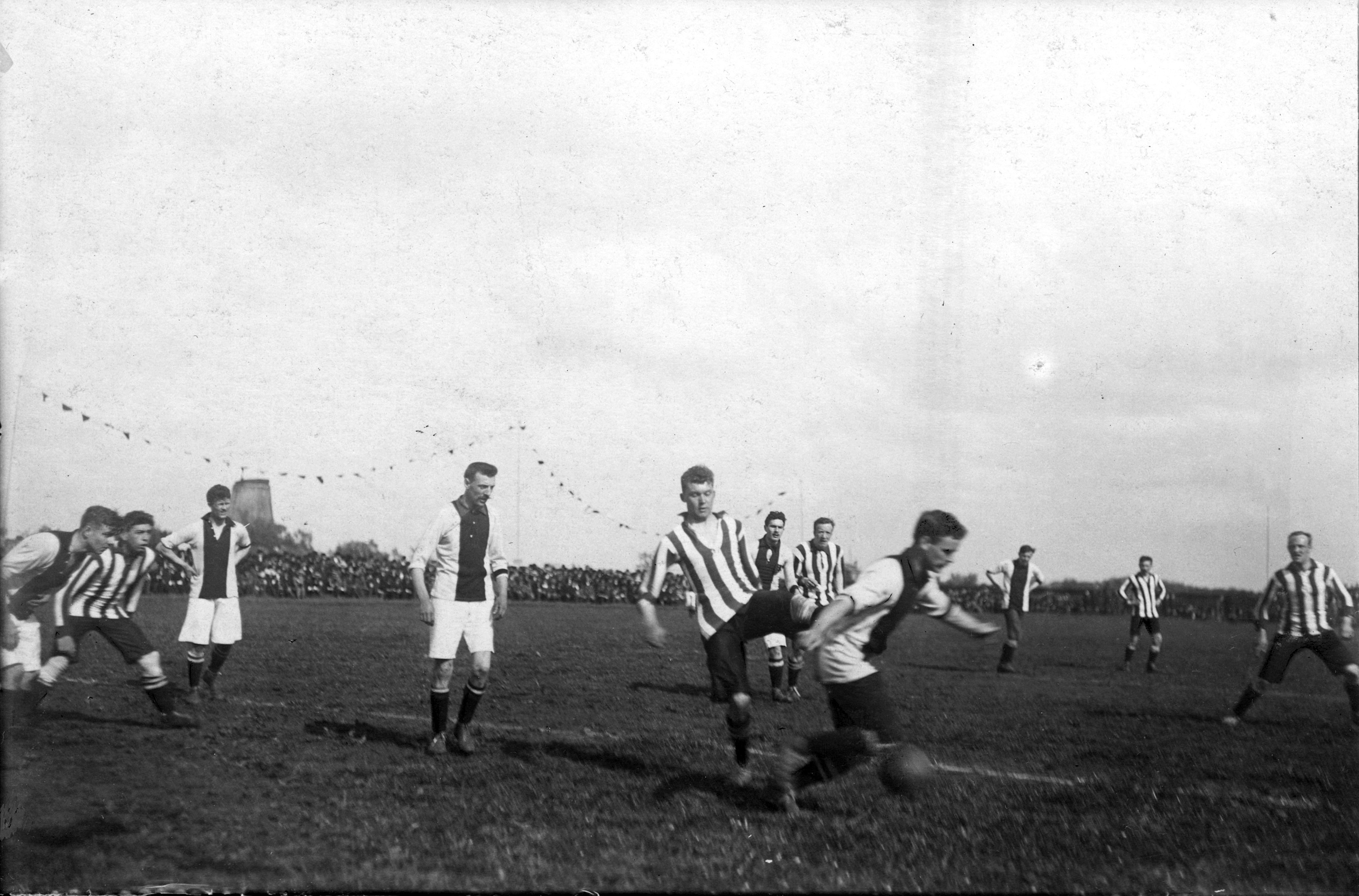
«Спарта» — «Аякс», 16 мая 1912 года

В первых пяти матчах «Аякс» потерпел пять поражений. Самое крупное из них состоялось 22 октября, когда амстердамцы принимали дома клуб «Квик» из Гааги. В начале первого тайма Адриан Пелсер не смог реализовать пенальти, назначенный арбитром Гротхоффом, но ещё до перерыва игроки «Квика» забили шесть безответных мячей в ворота дебютанта Яна Схинделера. Во втором тайме оборона команды выглядела намного увереннее, как и голкипер Схинделер, отыгравший вторую половина матча на ноль. «Аякс» всё же смог забить два гола усилиями нападающих ван ден Брукке и Сейлхауэра.
Первую победу в чемпионате амстердамцы одержали 3 декабря, обыграв на выезде клуб «Велоситас». До конца года игроки «Аякса» смогли набрать ещё два очка, сыграв вничью с ДФК и ВОК. В конце декабря команда провела два товарищеских матча — против сборной Звалювен и клуба ЗАК. Примечательно, что из-за недобора в составе, в обоих матчах тренер Джек Кируэн сыграл как футболист на позиции нападающего. Сборная команда Звалювен, собранная из игроков «Блау-Вита» и АФК, разгромила «красно-белых» со счётом 2:6. На следующий день, 25 декабря, «Аякс» крупно обыграл клуб ЗАК — 7:2.
С началом 1912 года подопечные Кируэна продолжили исправно набирать очки и постепенно покинули последнее место в турнирной таблице. В оставшейся части сезона его команда потерпела лишь два поражения. В последнем матче чемпионата «Аякс» сыграл вничью в Роттердаме со «Спартой» и в итоге занял восьмое место, набрав пятнадцать очков. Главной ударной силой команды в текущем сезоне были Пит ван ден Брукке и Ари Луи Сейлхауэр, забившие на двоих семнадцать голов.
В конце сезона футболисты «Аякса» совершили свою первую заграничную поездку в истории, отправившись в Австро-Венгрию. 23 мая делегация клуба с Центрального вокзала Амстердама отправилась на поезде в Вену. Вечером, после прибытия в город, команда поселилась в отеле «Континенталь». На следующий день, вечером, «Аякс» отправился в Будапешт. В воскресенье, 26 мая, после экскурсии по городу и посещения Королевского дворца, футболисты «Аякса» провели товарищеский матч с местным клубом МТК. Двукратный чемпион страны имел сильную команду, а её ворота защищал игрок сборной Домонкош. В первом тайме амстердамцы с трудом справлялись с натиском соперника, к тому же по ходу матча возникли проблемы со здоровьем у Яна Схуварта и Пита ван ден Брукке. Первая половина матча завершилась со счётом 2:1 в пользу венгров, а после перерыва Терве заменил травмированного Схуварта, который покинул поле в первом тайме. Несмотря на восстановление равенства в составах, «Аякс» ещё трижды пропустил от МТК и потерпел поражение — 5:1. Вечером команда вернулась в свой отель и на следующий день отправилась в Вену, где им предстояло провести заключительную игру с клубом «Винер», хотя первоначально «Аякс» должен был сыграть две игры в Будапеште.
Второй матч амстердамцев на территории Австро-Венгрии собрал около четырёх тысяч зрителей и запомнился спорным судейством. Сначала главный арбитр встречи назначил в ворота «Аякса» немотивированный пенальти, а затем и вовсе не заметил грубую игру в отношении защитника ван дер Ле, который был вынужден покинуть поле до конца матча. Из-за грубой игры австрийцев травму также получил полузащитник Ге Фортгенс. После очередного нарушения амстердамцы подали протест и на этот раз арбитр под громкий свист местных местных болельщиков удалил с поля игрока «Винера». В конечном итоге, при счёте 2:0, футболисты «Аякса» не стали продолжать матч и решили покинуть поле. На следующий день игроки и руководство клуба отправились в Амстердам.

## Клуб
| № |                  | Поз. | Имя              | Год рождения |
| - | ---------------- | ---- | ---------------- | ------------ |
|   | Флаг Нидерландов | Вр   | Герард Зигелер   | 1894         |
|   | Флаг Нидерландов | Вр   | Ян Схинделер     | 1892         |
|   | Флаг Нидерландов | Вр   | Хенк Схютте      | 1882         |
|   | Флаг Нидерландов | Защ  | Карел ван дер Ле | 1891         |
|   | Флаг Нидерландов | Защ  | Франс Схуварт    | 1884         |
|   | Флаг Нидерландов | Защ  | Ян Схуварт       | 1888         |
|   | Флаг Нидерландов | Защ  | Крис Холст       | 1883         |
|   | Флаг Нидерландов | ПЗ   | Вим Бёкер        | 1894         |
|   | Флаг Нидерландов | ПЗ   | Йоп Пелсер       | 1892         |
|   | Флаг Нидерландов | ПЗ   | Тон Кой          | 1887         |

| № |                  | Поз. | Имя                | Год рождения |
| - | ---------------- | ---- | ------------------ | ------------ |
|   | Флаг Нидерландов | ПЗ   | Герард Фортгенс    | 1887         |
|   | Флаг Нидерландов | Нап  | Хенк Алофс         | 1890         |
|   | Флаг Нидерландов | Нап  | Антон Бёйен        | 1882         |
|   | Флаг Нидерландов | Нап  | Пит ван ден Брукке | 1887         |
|   | Флаг Нидерландов | Нап  | Ян Гротмейер       | 1887         |
|   | Флаг Нидерландов | Нап  | Крис Каммейер      | 1887         |
|   | Флаг Нидерландов | Нап  | Адриан Пелсер      | 1886         |
|   | Флаг Нидерландов | Нап  | Луи Сейлхауэр      | 1889         |
|   | Флаг Нидерландов | Нап  | Фритс Терве        | 1893         |

| № |                  | Поз. | Имя              | Год рождения |
| - | ---------------- | ---- | ---------------- | ------------ |
|   | Флаг Нидерландов | Вр   | Герард Зигелер   | 1894         |
|   | Флаг Нидерландов | Вр   | Ян Схинделер     | 1892         |
|   | Флаг Нидерландов | Вр   | Хенк Схютте      | 1882         |
|   | Флаг Нидерландов | Защ  | Карел ван дер Ле | 1891         |
|   | Флаг Нидерландов | Защ  | Франс Схуварт    | 1884         |
|   | Флаг Нидерландов | Защ  | Ян Схуварт       | 1888         |
|   | Флаг Нидерландов | Защ  | Крис Холст       | 1883         |
|   | Флаг Нидерландов | ПЗ   | Вим Бёкер        | 1894         |
|   | Флаг Нидерландов | ПЗ   | Йоп Пелсер       | 1892         |
|   | Флаг Нидерландов | ПЗ   | Тон Кой          | 1887         |

| № |                  | Поз. | Имя                | Год рождения |
| - | ---------------- | ---- | ------------------ | ------------ |
|   | Флаг Нидерландов | ПЗ   | Герард Фортгенс    | 1887         |
|   | Флаг Нидерландов | Нап  | Хенк Алофс         | 1890         |
|   | Флаг Нидерландов | Нап  | Антон Бёйен        | 1882         |
|   | Флаг Нидерландов | Нап  | Пит ван ден Брукке | 1887         |
|   | Флаг Нидерландов | Нап  | Ян Гротмейер       | 1887         |
|   | Флаг Нидерландов | Нап  | Крис Каммейер      | 1887         |
|   | Флаг Нидерландов | Нап  | Адриан Пелсер      | 1886         |
|   | Флаг Нидерландов | Нап  | Луи Сейлхауэр      | 1889         |
|   | Флаг Нидерландов | Нап  | Фритс Терве        | 1893         |

| Должность        | Имя                  |
| ---------------- | -------------------- |
| Главный тренер   | Джон Кируэн          |
| Президент        | Хан Даде             |
| Первый казначей  | Даниэл Корнелис Рике |
| Второй казначей  | Франс ван дер Ле     |
| Комиссар         | Йохан Джордж Раух    |
| Первый секретарь | Хенк Схютте          |
| Второй секретарь | Йохан Вестенберг     |

## Предсезонные и товарищеские матчи
Август
| 27 августа 1911 11:00 (CET) Турнир в честь 10-летия клуба ВВА | \| ДЕК \| 1:0 (0:0) отчёт \| Аякс \| \| ? \| Голы \| \| | Стадион: Городской, Амстердам Зрителей: ? Судья: Й. К. де Хан |
| ДЕК                                                           | 1:0 (0:0) отчёт                                         | Аякс                                                          |
| ?                                                             | Голы                                                    |                                                               |

Сентябрь
| 3 сентября 1911 14:15 (CET) 1/4 финала турнира «Серебряный мяч»                                                                | \| Аякс \| 1:3 (1:2) отчёт \| Харлем \| \| Сейлхауэр \| Голы \| ван Эрпекюм , · ? \| | Стадион: Городской, Роттердам Зрителей: ? Судья: Герберт Джеймс Виллинг |
| Аякс: Схютте — Ф. Схуварт, ван дер Ле — Я. Схуварт, Й. Пелсер, Фортгенс — Гротмейер, Сейлхауэр, ван ден Брукке, Кой, Каммейер. |                                                                                      |                                                                         |
| СМИ: Algemeen Handelsblad |                                                                                      |                                                                         |
| Аякс | 1:3 (1:2) отчёт                                                                      | Харлем                                                                  |
| Сейлхауэр | Голы                                                                                 | ван Эрпекюм , · ?                                                       |

Октябрь
| 29 октября 1911                        | \| Аякс \| 4:1 (1:1) отчёт \| Гоу Эхед \| \| ван ден Брукке , · Фортгенс · Каммейер \| Голы \| ? 20′ \| | Стадион: Хет Хаутен, Амстердам Зрителей: 2000 Судья: П. Велсинк |
| СМИ: Algemeen Handelsblad              | |                                                                 |
| Аякс                                   | 4:1 (1:1) отчёт                                                                                         | Гоу Эхед                                                        |
| ван ден Брукке , · Фортгенс · Каммейер | Голы | ? 20′                                                           |

Декабрь
| 24 декабря 1911 14:00 (CET)                                                                                | \| Аякс \| 2:6 отчёт \| Сборная Звалюэн \| | Стадион: Хет Хаутен, Амстердам Зрителей: ? Судья: Христиан Гротхофф |
| Аякс: Зигелер — Холст, ван Ос — А. Пелсер, Фортгенс — Сейлхауэр, Гротмейер, ван ден Брукке, Кируэн, Алофс. |                                            |                                                                     |
| СМИ: Het Sportblad                                                                                         |                                            |                                                                     |
| Аякс | 2:6 отчёт                                  | Сборная Звалюэн                                                     |

| 25 декабря 1911 14:00 (CET)                                                                              | \| Аякс \| 7:2 (3:2) отчёт \| ЗАК \| | Стадион: Хет Хаутен, Амстердам Зрителей: 1000 Судья: Франс ван дер Ле |
| Аякс: Зигелер — Холст, Госен — Кой, Й. Пелсер, Мауриц — Сейлхауэр, Терве, ван ден Брукке, Кируэн, Алофс. |                                      |                                                                       |
| СМИ: Het Sportblad                                                                                       |                                      |                                                                       |
| Аякс | 7:2 (3:2) отчёт                      | ЗАК                                                                   |

Март
| 24 марта 1912 14:00 (CET)                   | \| Аякс \| 2:1 (0:0) отчёт \| 'т Зесде \| \| Сейлхауэр 65′ · ? \| Голы \| ? \| | Стадион: Хет Хаутен, Амстердам Зрителей: ? Судья: Франс ван дер Ле |
| СМИ: Het Nieuws van den Dag — Het Sportblad |                                                                                |                                                                    |
| Аякс                                        | 2:1 (0:0) отчёт                                                                | 'т Зесде                                                           |
| Сейлхауэр 65′ · ?                           | Голы                                                                           | ?                                                                  |

Апрель
| 5 апреля 1912               | \| Аякс \| 5:2 (4:1) отчёт \| ГВК \| | Стадион: Хет Хаутен, Амстердам Зрителей: ? Судья: ? |
| СМИ: Het Nieuws van den Dag |                                      |                                                     |
| Аякс                        | 5:2 (4:1) отчёт                      | ГВК                                                 |

| 7 апреля 1912 13:30 (CET) 1/2 финала турнира «Кубок Мёвсена» | \| Аякс \| 1:2 (0:0) отчёт \| ГВК \| \| Сейлхауэр \| Голы \| ван дер Винне · ? \| | Стадион: Хет Хаутен, Амстердам Зрителей: 5000 Судья: Ян Геррит Нейланд |
| СМИ: Algemeen Handelsblad                                    |                                                                                   |                                                                        |
| Аякс                                                         | 1:2 (0:0) отчёт                                                                   | ГВК                                                                    |
| Сейлхауэр                                                    | Голы                                                                              | ван дер Винне · ?                                                      |

| 8 апреля 1912 Утешительный финал турнира «Кубок Мёвсена» | \| Аякс \| 6:0 (4:0) отчёт \| Лойд Бремен \| | Стадион: Хет Хаутен, Амстердам Зрителей: ? Судья: Франс ван дер Ле |
| Аякс                                                     | 6:0 (4:0) отчёт                              | Лойд Бремен                                                        |

Май
| 26 мая 1912 | \| МТК Будапешт \| 5:1 (2:1) отчёт \| Аякс \| \| \| Голы \| Сейлхауэр \| | Стадион: Мадьяр Тештдьякорлок, Будапешт Зрителей: 4000 Судья: Шугар |
| Аякс: Зигелер — Ф. Схуварт, ван дер Ле — Кой, Я. Схуварт, Фортгенс — Гротмейер, Й. Пелсер, ван ден Брукке, Сейлхауэр, Алофс. |                                                                          |                                                                     |
| СМИ: De Telegraaf — Het Sportblad                                                                                            |                                                                          |                                                                     |
| МТК Будапешт | 5:1 (2:1) отчёт                                                          | Аякс                                                                |
| | Голы                                                                     | Сейлхауэр                                                           |

| 27 мая 1912 15:30 (CET) | \| Винер \| 2:0 отчёт \| Аякс \| \| Браунштайнер · ? (пен.) \| Голы \| \| | Стадион: ВАФ-Плац, Вена Зрителей: 3500 Судья: Гуссманн |
| Аякс: Зигелер — Ф. Схуварт, ван дер Ле — Кой, Я. Схуварт, Фортгенс — Гротмейер, Й. Пелсер, ван ден Брукке, Сейлхауэр, Алофс |                                                                           |                                                        |
| СМИ: De Telegraaf austriasoccer.at                                                                                          |                                                                           |                                                        |
| Винер | 2:0 отчёт                                                                 | Аякс                                                   |
| Браунштайнер · ? (пен.) | Голы                                                                      |                                                        |

## Чемпионат Нидерландов

### Турнирная таблица
- Положение «Аякса» в группе западного первого класса (нидерл. Westelijke eerste klasse)[16][17].

| №  | Команда   | Город     | И  | В | Н | П | О  | Голы    | ±   |
| -- | --------- | --------- | -- | - | - | - | -- | ------- | --- |
| 7. | Харлем    | Харлем    | 18 | 7 | 2 | 9 | 16 | 39 − 46 | −7  |
| 8. | Аякс      | Амстердам | 18 | 4 | 7 | 7 | 15 | 25 − 33 | −8  |
| 9. | Велоситас | Бреда     | 18 | 4 | 7 | 7 | 15 | 20 − 41 | −21 |

### Матчи
Легенда
 Выигрыш
 Ничья
 Поражение

Сентябрь
| 24 сентября 1911 1 тур | ХФК                           | 4:2 (2:0) | Аякс                           | Харлем                                           |
| 14:00 (CET)            | тен Кате · М. Франкен ?, ?, ? | отчёт     | Гротмейер · А. Вервей ? (авт.) | Стадион: Городской Зрителей: ? Судья: Бронкхорст |

Октябрь
| 8 октября 1911 3 тур | ХБС                                     | 2:0 (0:0) | Аякс | Ден Хаг                                            |
| 14:00 (CET)          | автор первого гола неизвестен · Роскотт | отчёт     |      | Стадион: Хаутрюст Зрителей: ? Судья: Виллем Эймерс |

| 15 октября 1911 4 тур | Аякс | 0:2 (0:0) | ВОК           | Амстердам                                                        |
|                       |      | отчёт     | Ан. Хёрбюргер | Стадион: Хет Хаутен Зрителей: 8000 Судья: Герберт Джеймс Виллинг |

| 22 октября 1911 5 тур | Аякс                       | 2:6 (0:6) | Квик                             | Амстердам                                                |
|                       | ван ден Брукке · Сейлхауэр | отчёт     | Ремюс · Япиксе · Тимстра · Ремюс | Стадион: Хет Хаутен Зрителей: ? Судья: Христиан Гротхофф |

Ноябрь
| 5 ноября 1911 7 тур | Аякс           | 1:3 (0:1) | Харлем                           | Амстердам                                                   |
| 14:00 (CET)         | ван ден Брукке | отчёт     | Баккер · Де Волфф · Хак ? (пен.) | Стадион: Хет Хаутен Зрителей: 5000 Судья: Геррит Ян Нейланд |

Декабрь
| 3 декабря 1911 11 тур | Велоситас | 0:1 (0:1) | Аякс     | Бреда                                                              |
|                       |           | отчёт     | Каммейер | Стадион: Городской Зрителей: ? Судья: Эгелберт Джордж ван Бисселик |

| 10 декабря 1911 15 тур | Аякс                               | 3:3 (2:2) | ДФК                 | Амстердам                                                   |
| 14:00 (CET)            | Терве · Сейлхауэр · ван ден Брукке | отчёт     | Варнарс · Ф. Копман | Стадион: Хет Хаутен Зрителей: 6000 Судья: Христиан Гротхофф |

| 17 декабря 1911 13 тур | ВОК                              | 2:2 (2:0) | Аякс            | Роттердам                                    |
|                        | Ан. Хёрбюргер · Я. ван дер Слёйс | отчёт     | Кой · Сейлхауэр | Стадион: Городской Зрителей: ? Судья: Ситсма |

Январь
| 7 января 1912 14 тур | Квик | 0:2 (0:1) | Аякс                   | Ден Хаг                                                            |
|                      |      | отчёт     | Терве · ван ден Брукке | Стадион: Городской Зрителей: ? Судья: Алберт Хендрик Мерюм Тервогт |

| 14 января 1912 6 тур | ДФК | 0:0   | Аякс | Дордрехт                                                     |
|                      |     | отчёт |      | Стадион: Городской Зрителей: ? Судья: Герберт Джеймс Виллинг |

| 28 января 1912 17 тур | Аякс | 0:0   | Спарта | Амстердам                                              |
|                       |      | отчёт |        | Стадион: Хет Хаутен Зрителей: 8000 Судья: Герман Тромп |

Февраль
| 11 февраля 1912 12 тур | Аякс                       | 2:1   | ХБС            | Амстердам                                               |
|                        | А. Пелсер · ван ден Брукке | отчёт | ван дер Спронг | Стадион: Хет Хаутен Зрителей: 7500 Судья: Виллем Эймерс |

| 18 февраля 1912 9 тур | Аякс      | 1:2 (1:1) | ХВВ    | Амстердам                                                     |
|                       | Сейлхауэр | отчёт     | Кеслер | Стадион: Хет Хаутен Зрителей: ? Судья: Герберт Джеймс Виллинг |

Март
| 31 марта 1912 17 тур | ХВВ                   | 3:1 (3:0) | Аякс           | Ден Хаг                                             |
|                      | Кеслер · Г. де Серире | отчёт     | ван ден Брукке | Стадион: Городской Зрителей: ? Судья: Виллем Эймерс |

Апрель
| 21 апреля 1912 10 тур | Аякс                                        | 3:0 (1:0) | ХФК | Амстердам                                                              |
| 14:00 (CET)           | ван ден Брукке · Сейлхауэр · ван ден Брукке | отчёт     |     | Стадион: Хет Хаутен Зрителей: 6000 Судья: Эгелберт Джордж ван Бисселик |

Май
| 5 мая 1912 2 тур | Аякс      | 1:1 (1:0) | Велоситас      | Амстердам                                             |
|                  | Сейлхауэр | отчёт     | ван Стенберген | Стадион: Хет Хаутен Зрителей: 9000 Судья: Йоб Мюттерс |

| 12 мая 1912 16 тур | Харлем                      | 3:3 (1:1) | Аякс                   | Харлем                                             |
|                    | Хауткопер · Хак · Хауткопер | отчёт     | Сейлхауэр · Ф. Схуварт | Стадион: Городской Зрителей: ? Судья: Герман Тромп |

| 16 мая 1912 8 тур | Спарта    | 1:1 (0:0) | Аякс      | Роттердам                               |
|                   | де Корвер | отчёт     | Сейлхауэр | Стадион: Городской Зрителей: ? Судья: ? |

- Отчёты по матчам не сходятся с официальной статисткой: на один гол больше у Сейлхауэра и на один гол меньше у ван ден Брукке.

## Кубок Нидерландов

### Матчи
Сентябрь
| 17 сентября 1911 3 раунд | Ахиллес                 | 7:0 | Аякс | Ассен                                                   |
|                          | авторы голов неизвестны |     |      | Стадион: Городской Зрителей: ? Судья: Йохан Фре де Ягер |

## Статистика
| Поз. | Игрок              | Чемпионат | Чемпионат | Кубок | Кубок | Всего | Всего |
| Поз. | Игрок              | Игры      | Голы      | Игры  | Голы  | Игры  | Голы  |
| ---- | ------------------ | --------- | --------- | ----- | ----- | ----- | ----- |
| Вр   | Герард Зигелер     | 14        | –19       | 0     | 0     | 14    | –19   |
| Вр   | Ян Схинделер       | 1         | –6        | 0     | 0     | 1     | –6    |
| Вр   | Хенк Схютте        | 3         | –8        | 1     | –7    | 4     | –15   |
| Зщ   | Карел ван дер Ле   | 17        | 0         | 1     | 0     | 18    | 0     |
| Зщ   | Франс Схуварт      | 16        | 1         |       |       | 16    | 1     |
| Зщ   | Ян Схуварт         | 12        | 0         |       |       | 12    | 0     |
| Зщ   | Крис Холст         | 3         | 0         | 0     | 0     | 3     | 0     |
| ПЗ   | Вим Бёкер          | 2         | 0         | 0     | 0     | 2     | 0     |
| ПЗ   | Йоп Пелсер         | 8         | 0         |       |       | 8     | 0     |
| ПЗ   | Тон Кой            | 16        | 1         |       |       | 16    | 1     |
| ПЗ   | Герард Фортгенс    | 16        | 0         | 1     | 0     | 17    | 0     |
| Нап  | Хенк Алофс         | 18        | 0         |       |       | 18    | 0     |
| Нап  | Антон Бёйен        | 1         | 0         |       |       | 1     | 0     |
| Нап  | Пит ван ден Брукке | 15        | 9         |       |       | 15    | 9     |
| Нап  | Ян Гротмейер       | 15        | 1         |       |       | 15    | 1     |
| Нап  | Крис Каммейер      | 6         | 1         |       |       | 6     | 1     |
| Нап  | Адриан Пелсер      | 9         | 1         |       |       | 9     | 1     |
| Нап  | Луи Сейлхауэр      | 18        | 8         |       |       | 18    | 8     |
| Нап  | Фритс Терве        | 8         | 2         | 0     | 0     | 8     | 2     |
|      | Автогол            |           | 1         |       |       |       | 1     |

| Игрок              | Чемпионат |
| ------------------ | --------- |
| Пит ван ден Брукке | 9         |
| Луи Сейлхауэр      | 8         |
| Фритс Терве        | 2         |
| Крис Каммейер      | 1         |
| Адриан Пелсер      | 1         |
| Ян Гротмейер       | 1         |
| Тон Кой            | 1         |
| Франс Схуварт      | 1         |
| Автогол            | 1         |
| Итого              | 25        |